# Элвей, Джон
Джон Элвей (родился в 1960 году) — профессиональный игрок в американский футбол, выступавший на позиции квотербека. В настоящее время работает генеральным менеджером и исполнительным вице-президентом по футбольным операциям клуба Национальной футбольной лиги «Денвер Бронкос».
Элвей играл за футбольную команду университета Стэнфорд, а всю профессиональную карьеру провёл в «Денвер Бронкос». Во время завершения карьеры в 1999 году Джон Элвей был рекордсменом НФЛ среди стартовых квотербеков по количеству побед, а также статистически вторым лучшим распасовщиком в истории НФЛ. За карьеру Элвей приводил свою команду к шести финальным матчам АФК и пяти Супербоулам, в двух из которых «Бронкос» одержали победу.
Играя в Стэнфорде Джон Элвей установил несколько рекордов учебного заведения по количеству попыток паса и принятых пасов, а также включался во всеамериканскую сборную. На драфте НФЛ 1983 года, известного как драфт квотербеков, он был выбран под первым номером клубом «Балтимор Колтс» и обменян в «Денвер Бронкос». В 1987 году он вывел свою команду в Супербоул XXI, где «Бронкос» уступили «Нью-Йорк Джайентс», — первый из пяти Супербоулов в карьере Элвея. Он был лидером по количеству выходов в Супербоул до 2012 года, когда его достижение повторил Том Брэди. После ещё двух неудачных выходов в Супербоул в сезоне 1997 года Денвер, наконец-то, выиграл свой первый чемпионский титул, обыграв в Супербоуле XXXII «Грин-Бэй Пэкерз». Уже в следующем сезоне «Бронкос» повторили свой успех, одержав победу в Супербоуле XXXIII над «Атланта Фэлконс» со счётом 34:19, а Джон Элвей был назван самым ценным игроком матча. Эта игра стала последней в его профессиональной карьере.
В 2004 году Элвей был введён в зал Славы профессионального футбола. По окончании игровой карьеры он являлся совладельцем команды по американскому футболу в закрытых помещениях «Колорадо Краш».

## Профессиональная карьера

### Драфт НФЛ 1983 года
В 1983 году Элвей был выбран на драфте НФЛ под общим первым номером клубом «Балтимор Колтс» (Джон Элвей — один из трёх квотербеков, выбранных на драфте под первым номером и позднее введённых в зал Славы. Другие два — Терри Брэдшоу и Трой Айкман). Джон опасался играть за «Колтс», которые в то время были одной из худших команд в лиге, а его отец также советовал не играть под руководством главного тренера Френка Каша, имевшего репутацию грубого руководителя. Несмотря на то, что Элвей предпочитал играть в американский футбол, его агент Марвин Демоф позже рассказывал, что они всерьёз рассматривали и бейсбол. Кроме того, возможность ухода в другой вид спорта давала рычаги давления в переговорах с руководством «Колтс».

## Карьера менеджера
В декабре 2010 года, после ужина с владельцем «Бронкос» Пэтом Боуленом, Элвей выказал желание занять одну из руководящих должностей в клубе. Однако он заявил, что не хотел бы работать ни главным тренером, ни генеральным менеджером: «Меня не интересует должность главного тренера. Меня не интересует работа генерального менеджера. У меня нет опыта выбора игроков, которые будут играть сегодня, и тех, кто сегодня не будет играть, и тому подобное».
5 января 2011 года Джон Элвей занял должность исполнительного вице-президента по футбольным операциям «Денвер Бронкос». В новой должности он должен был отчитываться президенту клуба Джо Эллису и был непосредственным начальником главного тренера Джона Фокса. Брайан Ксандерс был оставлен на должности генерального менеджера, однако в основном исполнял роль советника Элвея. После окончания сезона 2011 года Ксандерс покинул «Бронкос», а Джон Элвей стал полностью отвечать за футбольные операции.

## Статистика
Зав = Завершённые пасы; Поп = Попыток; %Зав = Процент завершённых пасов; Я/П = Ярдов за одну попытку; ТД-п = Тачдаун-пасов; Пер = Перехватов; ТД = Тачдаунов.
| Год   | Команда        | Игр | Пасы  | Пасы  | Пасы | Пасы   | Пасы | Пасы | Пасы | Выносы | Выносы | Выносы |
| Год   | Команда        | Игр | Зав   | Поп   | %Зав | Ярдов  | Я/П  | ТД-п | Пер  | Поп    | Ярдов  | ТД     |
| ----- | -------------- | --- | ----- | ----- | ---- | ------ | ---- | ---- | ---- | ------ | ------ | ------ |
| 1983  | Денвер Бронкос | 11  | 123   | 259   | 47.5 | 1663   | 6.4  | 7    | 14   | 28     | 146    | 1      |
| 1984  | Денвер Бронкос | 15  | 214   | 380   | 56.3 | 2598   | 6.8  | 18   | 15   | 56     | 237    | 1      |
| 1985  | Денвер Бронкос | 16  | 327   | 605   | 54.0 | 3891   | 6.4  | 22   | 7    | 51     | 253    | 0      |
| 1986  | Денвер Бронкос | 16  | 280   | 504   | 55.6 | 3485   | 6.9  | 19   | 13   | 52     | 257    | 1      |
| 1987  | Денвер Бронкос | 12  | 224   | 410   | 54.6 | 3198   | 7.8  | 19   | 12   | 66     | 304    | 4      |
| 1988  | Денвер Бронкос | 15  | 274   | 496   | 55.2 | 3309   | 6.7  | 17   | 19   | 54     | 234    | 1      |
| 1989  | Денвер Бронкос | 15  | 223   | 416   | 53.6 | 3051   | 7.3  | 18   | 18   | 48     | 244    | 3      |
| 1990  | Денвер Бронкос | 16  | 294   | 502   | 58.6 | 3526   | 7.0  | 15   | 14   | 50     | 258    | 3      |
| 1991  | Денвер Бронкос | 16  | 242   | 451   | 53.7 | 3253   | 7.2  | 13   | 12   | 55     | 255    | 6      |
| 1992  | Денвер Бронкос | 12  | 174   | 316   | 55.1 | 2242   | 7.1  | 10   | 17   | 34     | 94     | 2      |
| 1993  | Денвер Бронкос | 16  | 348   | 551   | 63.2 | 4030   | 7.3  | 25   | 10   | 44     | 153    | 0      |
| 1994  | Денвер Бронкос | 14  | 307   | 494   | 62.1 | 3490   | 7.1  | 16   | 10   | 58     | 235    | 4      |
| 1995  | Денвер Бронкос | 16  | 316   | 542   | 58.3 | 3970   | 7.3  | 26   | 14   | 41     | 176    | 1      |
| 1996  | Денвер Бронкос | 15  | 287   | 466   | 61.6 | 3328   | 7.1  | 26   | 14   | 50     | 249    | 4      |
| 1997  | Денвер Бронкос | 16  | 280   | 502   | 55.8 | 3635   | 7.2  | 27   | 11   | 50     | 218    | 1      |
| 1998  | Денвер Бронкос | 13  | 210   | 356   | 59.0 | 2806   | 7.9  | 22   | 10   | 37     | 94     | 1      |
| Всего | Всего          | 211 | 4.123 | 7.250 | 56.9 | 51.475 | 7.1  | 300  | 226  | 774    | 3.407  | 33     |